# DDR-Bestenermittlung im Frauenfußball 1984
Die 6. DDR-Bestenermittlung des DFV im Frauenfußball fand 1984 statt. Der Wettbewerb begann mit der Vorrunde und endete am 30. September 1984 mit dem ersten Titelgewinn der BSG Motor Halle.

## Teilnehmende Mannschaften
An der DDR-Bestenermittlung im Frauenfußball nahmen die Sieger der 14 Bezirksmeisterschaften der DDR-Bezirke und der Ost-Berliner Meisterschaft teil.
Für die Vorrunde qualifizierten sich folgende vierzehn Bezirksmeister und der Meister aus Ost-Berlin:
| - Bezirk Rostock BSG Post Rostock - Bezirk Schwerin nicht bekannt - Bezirk Neubrandenburg nicht bekannt - Bezirk Potsdam BSG Turbine Potsdam (TV) - Ost-Berlin BSG KWO Berlin (TV) – Titelverteidiger | - Bezirk Frankfurt (Oder) nicht bekannt - Bezirk Magdeburg BSG Motor Schönebeck - Bezirk Halle BSG Motor Halle - Bezirk Leipzig BSG Chemie Leipzig - Bezirk Cottbus nicht bekannt | - Bezirk Dresden BSG Aufbau Dresden-Ost - Bezirk Karl-Marx-Stadt BSG Rotation Schlema - Bezirk Erfurt BSG Fortschritt Erfurt - Bezirk Gera BSG Modedruck Gera - Bezirk Suhl nicht bekannt |

## Modus
In der Vorrunde wurden fünf Gruppen mit je drei Mannschaften nach möglichst territorialen Gesichtspunkten gebildet, die nach dem Modus „Jeder gegen Jeden“ mit Hin- und Rückspiel den Teilnehmer für die Endrunde ausspielten. Im Endrunden-Turnier ermittelten dann die fünf Gruppensieger wieder nach dem Modus „Jeder gegen Jeden“ à zweimal 20 Minuten den sechsten Titelträger im DDR-Frauenfußball.

## Vorrunde

### Gruppe 1
In der Gruppe 1 spielten die Bezirksvertreter aus Neubrandenburg, Ost-Berlin und Rostock.
|                  |   |                  | Hinspiel | Rückspiel |
| ---------------- | - | ---------------- | -------- | --------- |
|                  | – | BSG KWO Berlin   | :        | :         |
| BSG KWO Berlin   | – | BSG Post Rostock | :        | :         |
| BSG Post Rostock | – |                  | :        | :         |

Abschlusstabelle
| Pl. | Mannschaft       | Sp. | S | U | N | Tore    | Diff. | Punkte |
| --- | ---------------- | --- | - | - | - | ------- | ----- | ------ |
| 1.  | BSG Post Rostock | 0   | 0 | 0 | 0 | 000:000 | ±0    | 0:0    |
| 2.  |                  | 0   | 0 | 0 | 0 | 000:000 | ±0    | 0:0    |
| 3.  |                  | 0   | 0 | 0 | 0 | 000:000 | ±0    | 0:0    |

### Gruppe 2
In der Gruppe 2 spielten die Bezirksvertreter aus Magdeburg, Schwerin und Leipzig.
|                      |   |                      | Hinspiel | Rückspiel |
| -------------------- | - | -------------------- | -------- | --------- |
|                      | – | BSG Motor Schönebeck | :        | :         |
| BSG Motor Schönebeck | – | BSG Chemie Leipzig   | 0:4      | :         |
| BSG Chemie Leipzig   | – |                      | :        | :         |

Abschlusstabelle
| Pl. | Mannschaft         | Sp. | S | U | N | Tore    | Diff. | Punkte |
| --- | ------------------ | --- | - | - | - | ------- | ----- | ------ |
| 1.  | BSG Chemie Leipzig | 0   | 0 | 0 | 0 | 000:000 | ±0    | 0:0    |
| 2.  |                    | 0   | 0 | 0 | 0 | 000:000 | ±0    | 0:0    |
| 3.  |                    | 0   | 0 | 0 | 0 | 000:000 | ±0    | 0:0    |

### Gruppe 3
In der Gruppe 3 spielten die Bezirksvertreter aus Potsdam, Frankfurt/O. und Cottbus.
|                     |   |                     | Hinspiel | Rückspiel |
| ------------------- | - | ------------------- | -------- | --------- |
| BSG Turbine Potsdam | – |                     | :        | :         |
|                     | – |                     | :        | :         |
|                     | – | BSG Turbine Potsdam | :        | :         |

Abschlusstabelle
| Pl. | Mannschaft          | Sp. | S | U | N | Tore    | Diff. | Punkte |
| --- | ------------------- | --- | - | - | - | ------- | ----- | ------ |
| 1.  | BSG Turbine Potsdam | 0   | 0 | 0 | 0 | 000:000 | ±0    | 0:0    |
| 2.  |                     | 0   | 0 | 0 | 0 | 000:000 | ±0    | 0:0    |
| 3.  |                     | 0   | 0 | 0 | 0 | 000:000 | ±0    | 0:0    |

### Gruppe 4
In der Gruppe 4 spielten die Bezirksvertreter aus Dresden, Gera und Karl-Marx-Stadt.
|                        |   |                        | Hinspiel | Rückspiel |
| ---------------------- | - | ---------------------- | -------- | --------- |
| BSG Aufbau Dresden-Ost | – | BSG Rotation Schlema   | :        | :         |
| BSG Rotation Schlema   | – | BSG Modedruck Gera     | :        | 5:3       |
| BSG Modedruck Gera     | – | BSG Aufbau Dresden-Ost | :        | :         |

Abschlusstabelle
| Pl. | Mannschaft             | Sp. | S | U | N | Tore    | Diff. | Punkte |
| --- | ---------------------- | --- | - | - | - | ------- | ----- | ------ |
| 1.  | BSG Rotation Schlema   | 0   | 0 | 0 | 0 | 000:000 | ±0    | 0:0    |
| 2.  | BSG Aufbau Dresden-Ost | 0   | 0 | 0 | 0 | 000:000 | ±0    | 0:0    |
| 3.  | BSG Modedruck Gera     | 0   | 0 | 0 | 0 | 000:000 | ±0    | 0:0    |

### Gruppe 5
In der Gruppe 5 spielten die Bezirksvertreter aus Erfurt, Suhl und Halle.
|                 |   |                        | Hinspiel | Rückspiel |
| --------------- | - | ---------------------- | -------- | --------- |
|                 | – |                        | :        | :         |
|                 | – | BSG Motor Halle        | :        | :         |
| BSG Motor Halle | – | BSG Fortschritt Erfurt | :        | 1:0       |

Abschlusstabelle
| Pl. | Mannschaft             | Sp. | S | U | N | Tore    | Diff. | Punkte |
| --- | ---------------------- | --- | - | - | - | ------- | ----- | ------ |
| 1.  | BSG Motor Halle        | 0   | 0 | 0 | 0 | 000:000 | ±0    | 0:0    |
| 2.  | BSG Fortschritt Erfurt | 0   | 0 | 0 | 0 | 000:000 | ±0    | 0:0    |
| 3.  |                        | 0   | 0 | 0 | 0 | 000:000 | ±0    | 0:0    |

## Endrunde
Die Endrunde fand vom 29. bis 30. September 1984 im Colditzer Muldentalstadion und im Friedrich-Ludwig-Jahn-Stadion von Grimma vor 2000 Zuschauern statt. Das Turnier mit den fünf teilnehmenden Mannschaften wurde im Modus „Jeder-gegen-jeden“ in zehn Spielen à zweimal 20 Minuten ausgetragen.

### Spiele
| Samstag, 29. September 1984 ab 13.30 Uhr in Colditz |     |                      |
| BSG Rotation Schlema                                | 3:1 | BSG Motor Halle      |
| BSG Turbine Potsdam                                 | 1:1 | BSG Post Rostock     |
| BSG Chemie Leipzig                                  | 0:0 | BSG Rotation Schlema |
| BSG Motor Halle                                     | 0:0 | BSG Turbine Potsdam  |
| BSG Post Rostock                                    | 0:0 | BSG Chemie Leipzig   |
| Sonntag, 30. September 1983 ab 9.30 Uhr in Grimma   |     |                      |
| BSG Rotation Schlema                                | 0:0 | BSG Turbine Potsdam  |
| BSG Chemie Leipzig                                  | 0:2 | BSG Motor Halle      |
| BSG Post Rostock                                    | 0:0 | BSG Rotation Schlema |
| BSG Turbine Potsdam                                 | 3:0 | BSG Chemie Leipzig   |
| BSG Motor Halle                                     | 3:0 | BSG Post Rostock     |

### Abschlusstabelle
| Pl. | Mannschaft           | Sp. | S | U | N | Tore    | Diff. | Punkte |
| --- | -------------------- | --- | - | - | - | ------- | ----- | ------ |
| 1.  | BSG Motor Halle      | 4   | 2 | 1 | 1 | 006:300 | +3    | 05:30  |
| 2.  | BSG Turbine Potsdam  | 4   | 1 | 3 | 0 | 004:100 | +3    | 05:30  |
| 3.  | BSG Rotation Schlema | 4   | 1 | 3 | 0 | 003:100 | +2    | 05:30  |
| 4.  | BSG Post Rostock     | 4   | 0 | 3 | 1 | 001:400 | −3    | 03:50  |
| 5.  | BSG Chemie Leipzig   | 4   | 0 | 2 | 2 | 000:500 | −5    | 02:60  |

Platzierungskriterien: 1. Punkte – 2. Tordifferenz – 3. geschossene Tore

### Statistik

#### Torschützenkönigin
|    | Spielerin           | Mannschaft           | Tore |
| -- | ------------------- | -------------------- | ---- |
| 1. | Sabine Günther      | BSG Motor Halle      | 3    |
| 1. | Ines Brettschneider | BSG Rotation Schlema | 3    |

## Siegermannschaft
| BSG Motor Halle |
| - Spielerinnen: Marlies Beyer, Martina Czernik, Silvia Fränkel, Claudi Girke, Sabine Günther, Silvia Heller, Simone Herrmann, Heike Lingesleben, Andrea Mächler, Ramona Rattay, Elke Röhr, Marlies Saliwarda, Silvia Schmied, Brigitte Ulber - Übungsleiter: Lutz Neumann / Jürgen Ulber |